# Probă circumstanțială
Probele circumstanțiale sunt probe care se bazează pe o inferență pentru a deriva o concluzie privind faptele—ca o amprentă de la locul unei crime. În contrast, probele directe confirmă în mod direct adevărul unei afirmații—adică fără a fi nevoie de dovezi suplimentare sau de inferențe.
Probele circumstanțiale pot aduce mai multe explicații. Poate fi nevoie de probe circumstanțiale diferite, astfel încât fiecare să confirme concluziile extrase din celelalte probe. Împreună pot susține cu tărie o anumită inferență în detrimentul alteia. O afirmație care implică probe circumstanțiale devine mai credibilă odată ce explicațiile alternative au fost excluse.
Probele circumstanțiale îi permit unui decident să deducă adevărul. În dreptul penal, deducția se face de către decident, în scopul de a susține adevărul unei afirmații (de vinovăție sau lipsa vinovăției).
Mărturia poate fi o probă directă sau circumstanțială. De exemplu, un martor care spune că a văzut cum inculpatul a înjunghiat-o pe victimă furnizează o dovadă directă. Pe de altă parte, un martor care spune că a văzut cum inculpatul a intrat într-o casă, a auzit țipete și l-a văzut plecând cu un cuțit plin de sânge oferă probe circumstanțiale. Necesitatea folosirii unei inferențe, și nu caracterul evident al concluziei, determină dacă o probă este circumstanțială sau nu.
Probele criminalistice furnizate de către un martor expert sunt, de obicei, tratate ca fiind probe circumstanțiale. De exemplu, un medic legist poate oferi rezultatele unor teste balistice care arată că proiectilele care au ucis victima provin de la arma inculpatului, dar nu poate dovedi neapărat faptul că inculpatul a fost cel care a tras focurile.
Probele circumstanțiale sunt importante, mai ales, în cazurile civile și penale, dacă lipsesc dovezile directe.

## Dreptul civil
Probele circumstanțiale sunt folosite în instanțele civile pentru a stabili sau respinge răspunderea civilă. Aceasta este, de obicei, cea mai comună formă de probă, de exemplu, în cazurile privind răspunderea pentru produse și în accidente rutiere. Analiza criminalistică a urmelor de derapaj poate permite adesea o reconstrucție a accidentului. Prin măsurarea lungimii unor astfel de urme și folosind analiza dinamică a autovehiculului și a condițiilor de drum la momentul accidentului, se poate constata că șoferul a subestimat viteza cu care conducea. Criminalistica și ingineria medico-legală sunt comune atât în cazuri civile, cât și în cele penale.

## Dreptul penal
Probele circumstanțiale sunt folosite în instanțele penale pentru a stabili vinovăția sau nevinovăția inculpatului prin judecată.
Cei mai mulți infractori, cu excepțiile evidente (indivizi imaturi, incompetenți sau bolnavi mintal), încearcă să evite generarea de dovezi directe. În consecință, urmărirea penală trebuie să recurgă, de obicei, la probe circumstanțiale pentru a dovedi dacă inculpatul a avut discernământ sau intenție. Același lucru se aplică și în dreptul civil în cazul în care reclamantul demonstrează că pârâtul a fost neglijent pentru a-și recupera daunele provocate.
Un exemplu de probă circumstanțială poate fi comportamentul unei persoane în perioada unei presupuse infracțiuni. Dacă cineva a fost acuzat de furt de bani și apoi a fost văzut cuprins de febra cumpărăturilor achiziționând produse scumpe, acest lucru ar putea fi o probă circumstanțială a sentimentului de vinovăție al individului.

### Probele criminalistice
Alte exemple de dovezi circumstanțiale sunt amprentele digitale, analiza sângelui sau analiza ADN a probelor găsite la locul crimei. Aceste tipuri de dovezi pot să indice cu tărie o anumită concluzie atunci când sunt luate în considerare cu alte fapte - dar dacă nu au existat martori când a fost săvârșită infracțiunea, sunt încă considerate circumstanțiale. Cu toate acestea, atunci când sunt confirmate de martorii experți, probele criminalistice sunt de obicei suficiente pentru a se pronunța sentința, în special în absența oricărei dovezi directe. Datorită dezvoltării metodelor criminalistice, cazurile vechi care nu au un verdict (numite și cazuri reci) sunt rezolvate frecvent.

### Valabilitatea probelor circumstanțiale
O concepție populară greșită este aceea că dovezile circumstanțiale sunt mai puțin valide sau mai puțin importante decât dovezile directe. Acest lucru este doar parțial adevărat: dovezile directe sunt considerate de toată lumea cele mai credibile. Majoritatea urmăririlor penale de succes se bazează în mare măsură sau chiar în întregime pe probele circumstanțiale, pe când acuzațiile civile se bazează frecvent pe cele circumstanțiale sau indirecte. De exemplu, o mare parte din dovezile împotriva bombardierului condamnat american, Timothy McVeigh, au fost circumstanțiale. În ceea ce privește procesul lui McVeigh, profesorul de drept al Universității din Michigan, Robert Precht, a declarat: "Probele circumstanțiale pot fi și chiar sunt, de cele mai multe ori, mult mai puternice decât probele directe". O altă condamnare la nivel înalt bazată în mare măsură pe probele circumstanțiale a fost procesul de crimă din 2004 al lui Scott Peterson.
Metafora comună pentru cele mai solide dovezi existente în orice caz - „a fi prins in flagrant delict" - este intr-adevăr un exemplu de probă bazată pe dovezi circumstanțiale. În mod similar, amprentele digitale, casete video, înregistrări sonore, fotografii și multe alte exemple de dovezi fizice care susțin o ipoteză, adică probe circumstanțiale, sunt considerate probe foarte puternice.
În realitate, probele circumstanțiale pot avea un avantaj față de cele directe, deoarece pot proveni din mai multe surse care se verifică și se consolidează reciproc. Mărturiile martorilor oculari pot fi uneori inexacte, astfel încât multe persoane au fost condamnate pe baza unei mărturii mincinoase sau înșelătoare. Astfel, probele circumstanțiale solide pot fi o sursă mai sigură pentru pronunțarea unui verdict. Acestea necesită, în mod obișnuit, un martor, cum ar fi ofițerul de poliție care a găsit dovezile sau un expert care le-a examinat, pentru a pune bazele în vederea acceptării acestora. Acest martor, uneori cunoscut ca sponsor sau martor autentificat, depune o mărturie directă (martor ocular) și ar putea prezenta probleme de credibilitate în același mod ca oricare martor ocular.
Cu toate acestea, există deseori mai multe concluzii logice care pot fi deduse din mai multe circumstanțe. În cazurile în care o concluzie implică vinovăția pârâtului, iar o altă concluzie implică nevinovăția, se va aplica principiul „prezumția de nevinovăție". Pe de altă parte, dacă probele circumstanțiale sugerează o posibilitate de nevinovăție a reclamantului, procuratura are sarcina de a înlătura această posibilitate.